# دوري الدرجة الثانية السعودي 1998–99
دوري الدرجة الثانية السعودي 1998–99 كان موسم من دوري الدرجة الثانية السعودي، وقد شارك في الدوري 8 فريقاً وأحرز بطولة الدوري نادي الفتح، بعد أن لعب 14 مباراة فاز بـ7 منها وتعادل في 5 وخسر 2 مباريات، وأحرز 16 هدفاً وتلقى 11 هدفاً وكانت مجموع نقاطه 26 نقطة.

## الملاعب والأماكن
| النادي        | الملعب                          | الموقع      | السعة  |
| ------------- | ------------------------------- | ----------- | ------ |
| نادي الفتح    | ملعب الأمير عبد الله بن جلوي    | الأحساء     | 27,550 |
| نادي العروبة  | ملعب نادي العروبة               | منطقة الجوف | 7,000  |
| نادي مضر      |                                 | القطيف      |        |
| نادي القارة   | ملعب الأمير عبد الله بن جلوي    | الأحساء     | 27,550 |
| نادي الحزم    | ملعب نادي الحزم                 | الرس        | 3,000  |
| نادي الحمادة  |                                 | الغاط       |        |
| نادي الجبلين  | ملعب الأمير عبد العزيز بن مساعد | حائل        | 12,250 |
| النادي العربي | ملعب إدارة التعليم              | عنيزة       | 10,000 |

## جدول الدوري
| م | الفريق        | لعب | فاز | تعادل | خسر | أهداف له | أهداف عليه | فارق الأهداف | نقاط | ملاحظات                             |
| - | ------------- | --- | --- | ----- | --- | -------- | ---------- | ------------ | ---- | ----------------------------------- |
| 1 | نادي الفتح    | 14  | 7   | 5     | 2   | 16       | 11         | 5            | 26   | ترقى إلى دوري الدرجة الأولى السعودي |
| 2 | نادي العروبة  | 14  | 7   | 3     | 4   | 31       | 18         | 13           | 24   | ترقى إلى دوري الدرجة الأولى السعودي |
| 3 | نادي مضر      | 13  | 7   | 2     | 4   | 17       | 10         | 7            | 23   |                                     |
| 4 | نادي القارة   | 14  | 6   | 2     | 6   | 20       | 22         | -2           | 20   |                                     |
| 5 | نادي الحزم    | 13  | 5   | 4     | 4   | 24       | 19         | 5            | 19   |                                     |
| 6 | نادي الحمادة  | 14  | 5   | 2     | 7   | 16       | 20         | -4           | 17   |                                     |
| 7 | نادي الجبلين  | 13  | 3   | 2     | 8   | 12       | 25         | -13          | 11   | هبط إلى دوري الدرجة الثالثة السعودي |
| 8 | النادي العربي | 13  | 1   | 6     | 6   | 10       | 21         | -11          | 9    | هبط إلى دوري الدرجة الثالثة السعودي |

## طالع أيضًا
- دوري المحترفين السعودي 1998–99
- دوري الدرجة الأولى السعودي 1998–99